# Rhamphomyia drahomirae
Rhamphomyia drahomirae är en tvåvingeart som beskrevs av Bartak 1983. Rhamphomyia drahomirae ingår i släktet Rhamphomyia och familjen dansflugor. Inga underarter finns listade i Catalogue of Life.